# Aggius
Aggius is een gemeente in de Italiaanse provincie Olbia-Tempio (regio Sardinië) en telt 1647 inwoners (31-12-2004). De oppervlakte bedraagt 83,5 km², de bevolkingsdichtheid is 20 inwoners per km².
De volgende frazioni maken deel uit van de gemeente: bonaita.

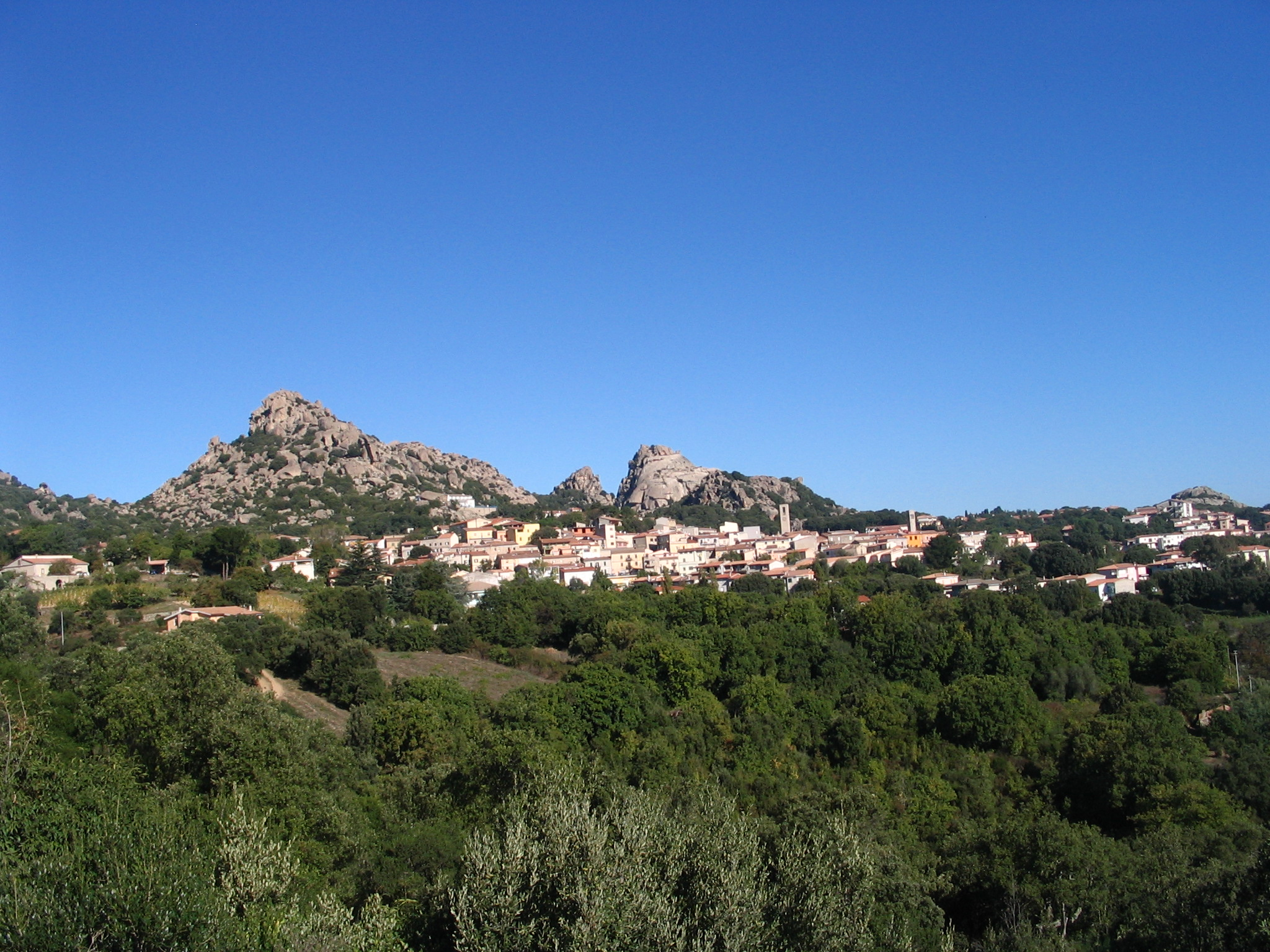
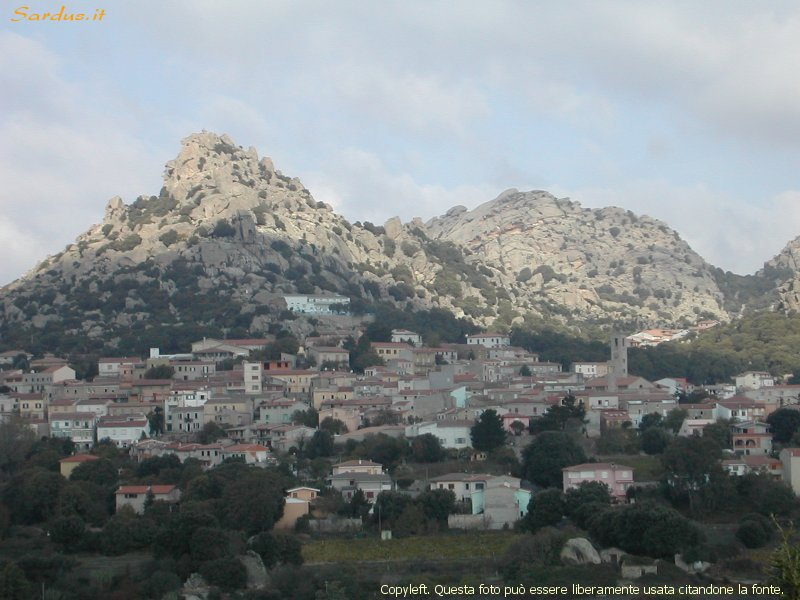
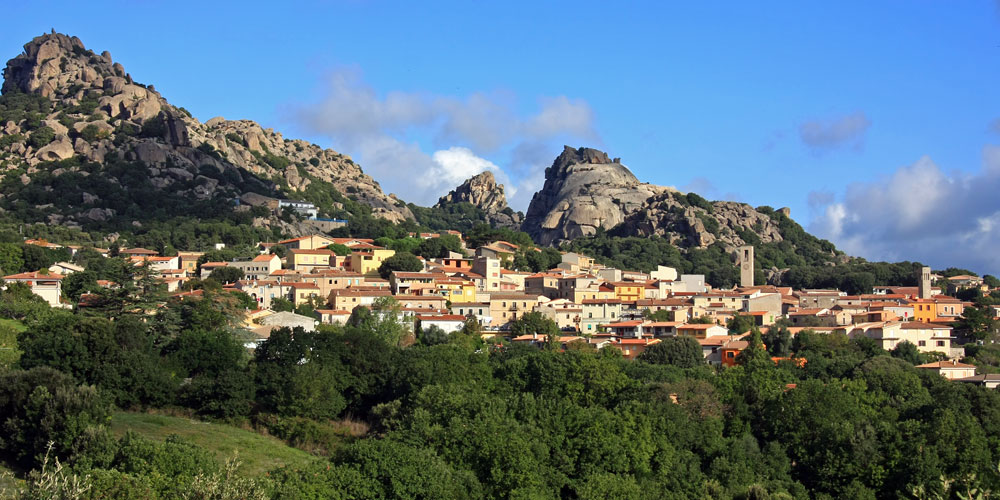
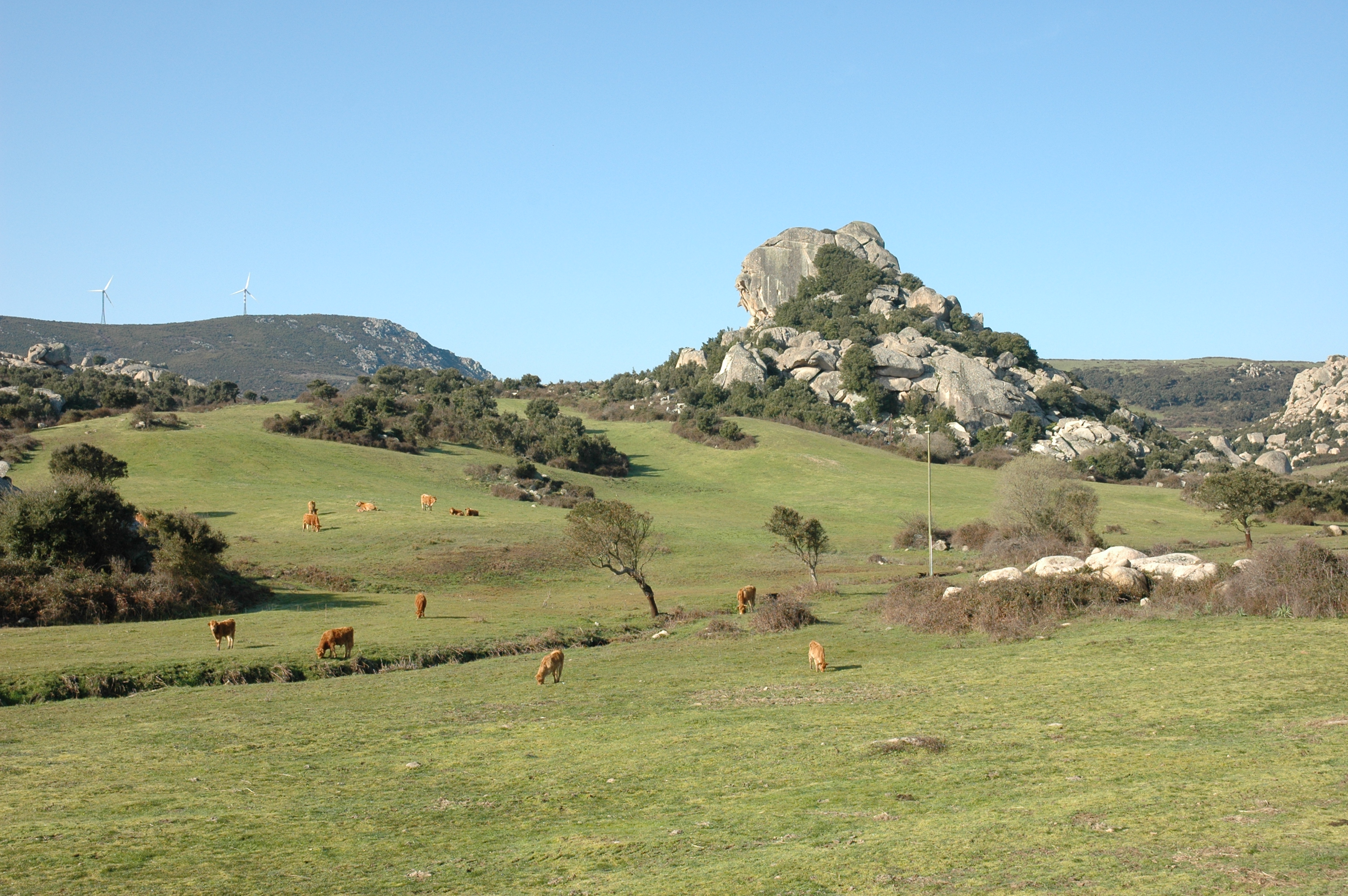

## Demografie
Aggius telt ongeveer 662 huishoudens. Het aantal inwoners daalde in de periode 1991-2001 met 5,7% volgens cijfers uit de tienjaarlijkse volkstellingen van ISTAT.
| Jaar | Inwoneraantal |
| ---- | ------------- |
| 1991 | 1787          |
| 2001 | 1686          |

## Geografie
De gemeente ligt op ongeveer 514 meter boven zeeniveau.
Aggius grenst aan de volgende gemeenten: Aglientu, Bortigiadas, Tempio Pausania, Trinità d'Agultu e Vignola, Viddalba (SS).